# Per-Olof Arvidsson
Per-Olof Arvidsson (Blekinge, 18 dicembre 1864 – Stoccolma, 30 agosto 1947) è stato un tiratore a segno svedese.

## Palmarès

### Olimpiadi
- 2 medaglie:
  - 1 oro (Stoccolma 1912 nel bersaglio mobile a squadre)
  - 1 argento (Londra 1908 nella carabina libera a squadre)